# Gmina Perzów
Die Gmina Perzów ist eine Landgemeinde im Powiat Kępiński der Woiwodschaft Großpolen in Polen. Ihr Sitz ist das gleichnamige Dorf (deutsch Perschau) mit etwa 940 Einwohnern.

## Gliederung
Zur Landgemeinde Perzów gehören neun Schulzenämter:
| - Brzezie (Briese) - Domasłów (Domsel) - Koza Wielka (Groß Cosel) - Miechów (Mechau) - Perzów (Perschau) | - Słupia pod Bralinem (Schlaupe) - Trębaczów (Trembatschau) - Turkowy (Türkwitz) - Zbyczyna (Sbitschin) |

### Partnergemeinden
Drebber in Niedersachsen ist seit 1997 Partnergemeinde von Perzów.